# Општина Борошнеу Маре (Ковасна)
Борошнеу Маре (рум. Boroşneu Mare) општина је у Румунији у округу Ковасна.
Oпштина се налази на надморској висини од 530 m.